# 呼吸法
呼吸法（こきゅうほう）とは、呼吸（息）の方法。また、呼吸の技術体系や呼吸を用いた訓練法。身体機能の向上、心的機能の活発化、心の鎮静、心身全体の調和など、多様な目的を持つ多くの呼吸法が存在する。

## 概要
呼吸法は、ヨーガのプラーナーヤーマに対するバンダや、仏教の禅、内丹術の武息や文息、また気功など、多くの宗教的な修行の基本を成している。
また、武道、格闘技、運動競技が独特の呼吸法を持つこともある。例として、空手のサンチンやプロレス、長距離走が挙げられる。声楽や発声練習においても、歌唱法の体系の一部として重視されている。

## 分類

### 主な呼吸法

#### 腹式呼吸
息を吐く際に腹を引き込め（意図的に横隔膜を押し上げる）、吸う際に腹を膨らませる（横隔膜を下げる）呼吸法。
空気は肺に出入りしているが、横隔膜の上下が腹腔の内臓を押し出すため、あたかも腹に空気が出入りしているようになる。
ヨーガや禅、気巧などでは基本の呼吸となっており、一般に健康に良い呼吸とされている。

#### 胸式呼吸
腹部ではなく主に胸郭の拡張と収縮による呼吸。ピラティス・メソッドでは胸式呼吸が推奨されているが、腹式呼吸のみを「良い呼吸」と考える人々は「浅い呼吸」や「悪い呼吸」を指して「胸式呼吸」と呼ぶ場合がある。 

#### 肋間呼吸
喉頭鏡を発明したとされる高名な声楽教師、バリトン歌手のマヌエル・ガルシアは、「肋骨は持ち上げられ、胃は引き込められ」る呼吸を「胸部呼吸または肋間呼吸」と呼び、「この吸気は完全」としている。ただしガルシアは「ある種の圧力によって下方の肋骨の拡張が妨げられると、呼吸は胸式呼吸または鎖骨呼吸となります」としている。ここから、声楽においては胸郭の下部を広げる呼吸法を「肋間呼吸」と呼ぶことがある。

#### 逆腹式呼吸
腹式呼吸とは逆に、意図的に息を吸う時に腹を引き、吐く時に腹を膨らませる。吸気の際には胸郭が大きく開き、呼気においては横隔膜の収縮と呼気筋との拮抗により腹圧がかかり、腹腔の内蔵や「第二の脳」とも呼ばれる腸管神経系に刺激を与えるため、様々な効果があるとされている。気功やヨーガ等で意図的に用いられる。

### 分類への批判
このように呼吸を形や方式に分類して考えること自体に対する批判もある（腹式呼吸#「腹式呼吸」という概念に対する批判参照）。
ロシアの軍隊格闘術システマにおいては、身体のどこか特定の部分を利用したり意識したりするとその部分に無駄な緊張を生むとして、「胸式呼吸」や「腹式呼吸」といった考えを持たずにただ自然に鼻から吸って口から吐く呼吸が推奨されている。

### 鼻と口の使い分け
吸気は鼻から吸うのか、口から吸うのか、また呼気は鼻から吐くのか、口から吐くのか、という差異性にも着目される。
健康や瞑想の呼吸法では、一般的には、鼻から吸うことが勧められている。吐く息については、口から吐くことを推奨する例と鼻から吐くことを推奨する例に分かれる。
声楽や発声の呼吸法では、鼻から吸うべき、口から吸うべき、、鼻と口の両方で吸うべき、など意見は分かれている。

## 呼吸法の体系
- 4-7-8呼吸

アンドルー・ワイルが提唱した。睡眠障害や精神安定に効果があるとされており、方法は最初に息を全て吐き出し、鼻から息を4秒間吸い、息を7秒間止め、口から息を8秒間掛けて吐き出し、これを数回繰り返す。
- 数息観
- 調和道丹田呼吸法
- 西野流呼吸法
- 二木式腹式呼吸法
- 岡田式呼吸静坐法
- 火の呼吸